# Pierre Coppieters
Pierre Richard Raymond Alphonse Coppieters (Ostenda, 24 giugno 1907 – ...) è stato un pallanuotista belga, vincitore di una medaglia di bronzo all'olimpiade di Berlino 1936.